# Rewind the Film
Pour les articles homonymes, voir Rewind.
Albums de Manic Street Preachers
Postcards from a Young Man
(2010) Futurology
(2014)
Singles
1. Show Me the Wonder
Sortie : 9 septembre 2013
2. Anthem for a Lost Cause
Sortie : 25 novembre 2013

Rewind the Film est le onzième album du groupe gallois de rock alternatif Manic Street Preachers, publié le 16 septembre 2013 par Columbia Records.

## Liste des chansons
Toutes les paroles sont écrites par Nicky Wire, toute la musique est composée par James Dean Bradfield et Sean Moore.
| No  | Titre                                       | Durée |
| --- | ------------------------------------------- | ----- |
| 1.  | This Sullen Welsh Heart (avec Lucy Rose)    | 4:13  |
| 2.  | Show Me the Wonder                          | 3:18  |
| 3.  | Rewind the Film (avec Richard Hawley)       | 6:36  |
| 4.  | Builder of Routines                         | 2:28  |
| 5.  | 4 Lonely Roads (avec Cate Le Bon)           | 2:54  |
| 6.  | (I Miss the) Tokyo Skyline                  | 3:46  |
| 7.  | Anthem for a Lost Cause                     | 3:52  |
| 8.  | As Holy as the Soil (that Buries Your Skin) | 3:20  |
| 9.  | 3 Ways to See Despair                       | 3:16  |
| 10. | Running Out of Fantasy                      | 4:09  |
| 11. | Manorbier                                   | 4:31  |
| 12. | 30-Year War                                 | 5:07  |